# 桦褐孔菌醇
桦褐孔菌醇（英語：Inotodiol，又叫羊毛甾-5,24-二烯-3β,22R-二醇，(3β,22R)-Lanosta-8,24-diene-3,22-diol）化学式C30H50O2，是一种具有抗炎作用的固醇，提取自白樺茸（学名：Inonotus obliquus）。